# Jean-Claude Juncker
Jean-Claude Juncker, född 9 december 1954 i Redange-sur-Attert i Luxemburg, är en luxemburgsk advokat, kristdemokratisk politiker och statsman som var Europeiska kommissionens ordförande från den 1 november 2014 till den 30 november 2019. Han har tidigare varit Luxemburgs premiärminister åren 1995–2013 samt även landets finansminister åren 1989–2009. Han var även ordförande för Eurogruppen åren 2005–2013.
Juncker är den längst sittande regeringschefen någonsin i Luxemburg, och var den näst längst sittande demokratiskt valda regeringschefen i världen (efter Tage Erlander) då han avgick 2013. Han var en välkänd förespråkare för europeisk integration och EU.

## Bakgrund
Största delen av sin barndom och ungdomstid tillbringade Juncker i Belvaux, en stad i västra Luxemburg som är ett centrum för landets kol- och stålindustri, och en miljö som politiskt dominerades av socialister och kommunister. Hårda arbetsvillkor och fattigdom bland stadens immigranter från Portugal och Italien kom att prägla familjens syn på sociala frågor och syn på arbetsmarknad. Junckers fader var själv stålarbetare och blev tidigt aktiv funktionär i den kristsociala fackföreningsrörelsen (Confédération syndicale chrétienne luxembourgeoise). Efter Nazitysklands ockupation av Luxemburg 1940 tvångsrekryterades Junckers far av Wehrmacht och deltog på tysk sida i andra världskriget.
Jean-Claude Juncker studerade i Clairefontaine i Belgien innan han återvände till Luxemburg för att ta studentexamen vid Lycée Michel Rodange 1974. Vid denna tidpunkt blev han medlem av Kristsociala folkpartiet (CSV) och aktiv i partiets studentförbund. Juncker fortsatte sina studier vid Strasbourgs universitet i Frankrike, där han avlade juristexamen (LL.M.) 1979. Han fick licens att praktisera som advokat i Luxemburg 1980, men har aldrig varit yrkesverksam inom juridiken. År 1981 ingick han äktenskap med Christine Frising, som han träffade under sin tid vid universitet. Paret Juncker har tre barn.

## Politisk karriär

### Tidig karriär
Efter juridikstudierna i Frankrike, återvände Juncker till Luxemburg och blev utnämnd till kristdemokraternas (CSV) sekreterare i parlamentet (deputeradekammaren). Posten fick han på grund av sin ryktbarhet som skicklig förhandlare och administratör. År 1984 blev Juncker för första gången invald i parlamentet och blev utnämnd till arbetsmarknadsminister i Jacques Santers regering. Under tiden som minister var han vid ett flertal tillfällen ordförande för ministerrådet inom EU, där hans skicklighet som förhandlare och EU-positiva politik uppmärksammades internationellt.
År 1989 blev Juncker allvarligt skadad i en trafikolycka och låg i koma under två veckor under valrörelsen. Han tillfrisknade i tid för att återvända till parlamentet för en andra gång, och blev utnämnd till finansminister med ett fortsatt ansvar för arbetsmarknad och sysselsättning.
I Luxemburg har posten som finansminister ansetts vara ett obligatoriskt sista steg inför en framtida utnämning till regeringschef. Relationen mellan Juncker och Santer var emellertid konfliktfylld både av personliga och politiska orsaker. Santer ansågs allmänt stå till höger om Juncker och Santers ledarstil kritiserades av Juncker inom regeringen. Deras motsättningar blev alltmänt kända och uppmärksammades i medierna. Deras konflikt ansågs göra det omöjligt för Juncker att bli Santers efterträdare. Juncker valde efter stor tvekan och övertalning av sitt parti att stanna kvar i regeringen, men accepterade att samtidigt att tjänstgöra som chef för Internationella valutafonden (IMF).

### Fortsatt karriär
Under Junckers andra period i parlamentet växte hans inflytande inom EU. Han blev ordförande för rådet för ekonomiska och finansiella frågor (Ekofin), och var arkitekten bakom fördraget om Europeiska unionen (Maastrichtfördraget). Han var huvudansvarig för Ekonomiska och monetära unionen (EMU), som la grunden för införandet av euro. Genom att erbjuda Storbritannien ett undantag från valutasamarbetet, kunde han nå konsensus bland de andra medlemsstaterna om fördraget. Han undertecknade själv fördraget 1992, när han hade tagit över som parlamentarisk ledare för CSV.
Juncker blev återvald till parlamentet 1994 och blev fortsatt ansvarig för båda sina departement. När Jacques Santer oväntat blev utnämnd till ordförande för Europeiska kommissionen i januari 1995, nominerade Storhertig Jean, Juncker till posten som regeringschef för en koalition med Socialistiska arbetarpartiet.
Juncker avgick från posten som ordförande för IMF efter parlamentets utnämning till premiärminister den 20 januari 1995, men bibehöll sina ministeruppdrag. Han var nu regeringschef, minister för arbetsmarknad och sysselsättning, och finansminister.

### Premiärminister

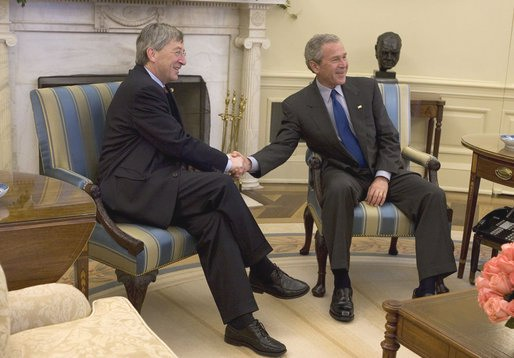
Juncker och USA:s president George W. Bush.

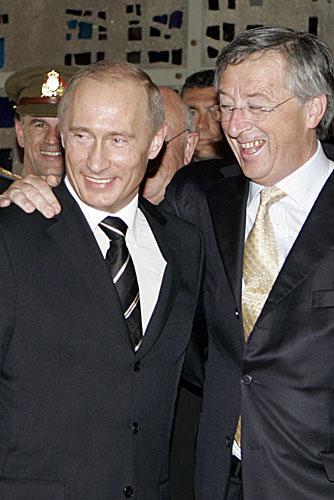
Juncker och Vladimir Putin den 24 maj 2007.

Under Junckers första period som premiärminister var fokus på att skapa en plattform för ett bättre internationellt rykte för Luxemburg, vilket innebar en rad besök utomlands. Under ett sådant besök i Dublin på Irland i december 1996, medlade Juncker framgångsrikt i en konflikt om hans egen ekonomiska och monetära union mellan den franska presidenten Jacques Chirac och Tysklands förbundskansler Helmut Kohl. För denna bedrift gav den proeuropeiska pressen Juncker titeln Hero of Dublin för att ha åstadkommit en oväntad överenskommelse mellan de två ländernas politiska ledare.
År 1997 blev Luxemburg för första gången under Junckers tid som regeringschef ordförande för Europeiska rådet, vilket gav Juncker en viktigare position utifrån från vilken han kunde driva sina hjärtefrågor om ett utökat europeiskt samarbete. Juncker drev på för en ökad social integration mellan medlemsländerna, tillsammans med bildandet av vad som kom att kallas för "Luxembourgprocessen" med syfte att integrera den europeiska politiken mot arbetslöshet. Han tog också initiativ till att skapa "Euro 11", en informell sammanslutning av europeiska finansministrar.
Efter valet 1999 utsågs Juncker för ytterligare en period som premiärminister av parlamentet trots att arbetarpartiet, på grund av en kraftig tillbakagång, valde att gå i opposition. I stället bildade CSV en koalition med det liberala Demokratiska partiet. Efter valet 2004 blev arbetarpartiet åter landets näst största parti och återkom till koalitionen samtidigt som liberalerna lämnade regeringen.
Under 2005 blev Juncker för andra gången ordförande för Europeiska rådet, men denna sexmånadersperiod blev inte lika succéfylld som den första. Under ett möte med USA:s president George W. Bush i Bryssel, framförde Juncker en rad kontroversiella uttalanden angående den växande negativa opinionen i flera medlemsländer. Under Junckers ordförandeskap avslogs också Europeiska konstitutionen i folkomröstningar i Frankrike den 29 maj och i Nederländerna tre dagar senare. Hans kommentarer debatterades ivrigt och kom att bli utsatt för en kraftig kritik i Europa. Som en konsekvens av nej-sidans vinst i både Frankrike och Nederländerna deklarerade Junker och hans junkrar strax därefter att frågan om Luxemburgs egen ratificering av fördraget skulle gå till folkomröstning, och Juncker deklarerade öppet att hela hans politiska karriär nu stod på spel. Han lovade att avgå och lämna politiken om det blev ett nej. Resultatet blev en triumf: ja-sidan vann med 56,5 procent med ett röstdeltagande på 88 procent.
Juncker var även ordförande för Eurogruppen åren 2005–2013. Han omvaldes för en andra mandatperiod 2006. Den 18 januari 2009 återvaldes han ännu en gång för ytterligare 30 månader som ordförande för gruppen. Han skulle vid Europeiska rådets sammanträde den 28 juni till den 29 juni 2012 utses för ytterligare en period av två och ett halvt år, trots att han tidigare hade meddelat att han inte ville ställa upp för ännu en mandatperiod. Beslutet kunde dock inte fattas, på grund av att Tysklands förbundskansler Angela Merkel var tvungen att lämna sammanträdet tidigare än planerat. Juncker hade villkorat utnämningen med att Yves Mersch, även han från Luxemburg, utses till Europeiska centralbankens direktion. I juli 2012 enades eurogruppen om att Yves Mersch ska utses till direktionen samt att Juncker ska utses på nytt till gruppens ordförande, men att han inte kommer att sitta under en hel mandatperiod.
Den 10 juli 2013 meddelade Juncker att han skulle begära att bli entledigad som premiärminister av storhertig Henri av Luxemburg efter att han saknade stöd i Luxemburgs parlament till följd av att koalitionspartiet Socialistiska arbetarpartiet hade ställt sig på oppositionens sida i en förtroendeomröstning i parlamentet som behandlade frågan om huruvida Juncker hade agerat felaktigt kring en skandal inom landets säkerhetspolis. Juncker bad också storhertigen utlysa nyval vilket sattes till den 20 oktober 2013. Han avgick efter parlamentsvalet och ersattes av Xavier Bettel.

### EU-kommissionens ordförande

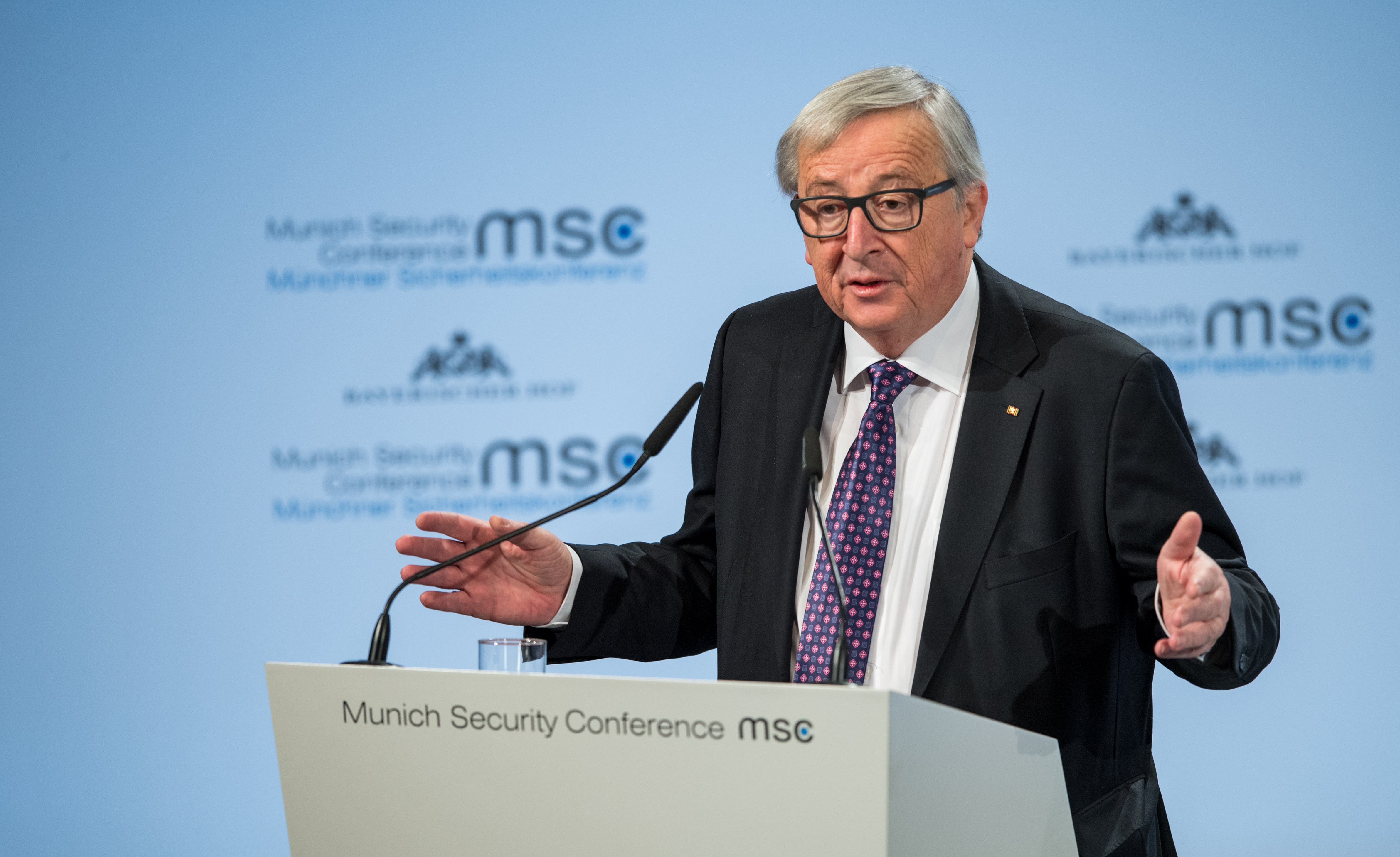
Juncker håller tal i München i Tyskland i februari 2018.

Den 7 mars 2014 utsåg Europeiska folkpartiet (EPP) Juncker till sin kandidat och nominerade honom till kommissionsordförande inför Europaparlamentsvalet 2014. Den 15 juli 2014 valde EU-parlamentet honom med 422 ja-röster mot 250 nej. Han tillträdde posten som ordförande den 1 november 2014.
En vecka efter Junckers tillträde som ordförande framkom uppgifter om att han under sin tid som premiärminister i Luxemburg åren 2008–2010 skulle ha medverkat till avancerad skatteplanering för ett större antal multinationella företag.
Den 4 maj 2018 höll Juncker ett uppmärksammat tal under 200-årsfirandet av Karl Marx, ansedd som kommunismens fader. Under firandet avtäcktes en fem och en halv meter lång Marxstaty i brons som donerats av Kina till den tyska staden Trier. Under talet lyfte Juncker fram Marx i positiva ordalag och sade bland annat att Marx "inte bär ansvar för alla de grymheter som hans förmenta arvtagare måste svara inför".

## Priser och utmärkelser
För sitt engagemang för Europa och EU har Juncker har fått en rad internationella priser och utmärkelser. Han är hedersdoktor vid en rad universitet och hedersmedborgare i flera städer runt om i Europa.

### I urval
- 2001 blev Juncker filosofie hedersdoktor vid universitetet i Münster, Tyskland.
- 2003 blev han hedersdoktor vid universitet i Bukarest.
- Sedan 2004 har Juncker en hedersdoktorat vid Thrakiens universitet i Grekland.
- 2002 fick Juncker Hederslegionen av Frankrikes president Jacques Chirac och blev utsedd till medlem av det välkända institutet Académie des Sciences morales et politiques i Paris.
- 2003 fick Juncker Stjärnorden Rumäniens högsta utmärkelse av landets presidiet Ion Ilescu, för hans energiska stöd för Rumäniens medlemskap i Nato och EU.
- 2003 blev han utsedd till hedersmedborgare av staden Trier, i västra Tyskland.
- 2004 blev han hedersmedborgare av staden Orestiáda, i nordöstra Grekland.
- 2006 fick Juncker det internationella Karlspreis som är ett av de mest prestigefyllda priserna i Europa, som tilldelas framstående personer som verkat för Europas enhet. Priset är uppkallat efter Karl den store. Priset instiftades 1950, och bekostas av staden Aachen i Tyskland.